# Ugandische Badminton-Mannschaftsmeisterschaft
Ugandische Badminton-Mannschaftsmeisterschaften werden seit 1965 ausgetragen.

## Die Sieger
| Saison    | Sieger        |
| --------- | ------------- |
| 1965      | Unicorn B. C. |
| 1966      | Unicorn B. C. |
| 1967      | Unicorn B. C. |
| 1968      | Unicorn B. C. |
| 1969      | Unicorn B. C. |
| 1970      | Unicorn B. C. |
| 1971 2024 | keine Daten   |